# Bandung (Gedek)
Bandung is een bestuurslaag in het regentschap Mojokerto van de provincie Oost-Java, Indonesië. Bandung telt 3431 inwoners (volkstelling 2010).